# موزه قائم آل محمد
موزه قائم آل محمد موزه‌ای است واقع در شهر علامرودشت فارس که در آن اشیایی تاریخی شامل ۲۰ هزار جلد هزار جلد کتاب چاپی و خطی، اشیای عتیقه، قرآن‌های قدیمی و خطی، سکه‌های باستانی، وسایل کشاورزی و آبیاری، ظروف سفالی، لباس‌ها و اسباب‌بازی‌های محلی مردم جنوب فارس نگه‌داری می‌گردد.
مجموعه موزه مردم‌شناسی قائم آل محمد به‌صورت شخصی توسط سیدمرتضی بنی‌هاشمی تأسیس و تجهیز شده‌است. وی با هزینه شخصی و تلاش فراوان در طول سال‌های متمادی اقدام به جمع‌آوری و خرید اشیای موزه نمود و مجموعه‌ای کم‌نظیر را در جنوب فارس جمع‌آوری نمود. علاوه بر آثار تاریخی مربوط به بخش علامرودشت، آثاری از سایر کشورهای مسلمان به‌ویژه کشورهای آفریقا نیز در موزه وجود دارد که بانی موزه آن‌ها را طی مسافرت‌های متعدد به آن کشورها جمع‌آوری نموده‌است.

## انتقال موزه به زنجان
به‌دلیل مشکلات و هزینه‌های نگه‌داری موزه و عدم همکاری مسئولان بخش علامرودشت، شهرستان لامرد و استان فارس  در اواخر اردیبهشت ۱۳۹۳ هیئتی شامل معاون مدیر کل میراث فرهنگی استان زنجان، رئیس هیئت مدیره حسینیه اعظم و رئیس حوزه علمیه این استان راهی علامرودشت شدند و بعد از بازدید، خواهان میزبانی از این موزه شدند. واقف و صاحب موزه نیز علی‌رغم میل باطنی خویش، به‌منظور حفظ آثار موزه و نبود سرمایه کافی جهت نگهداری و عدم همراهی رسانه‌ها و مسئولان برای معرفی آن، تصمیم به انتقال موزه به زنجان می‌گیرد.